# المحفان (جبلة)

تعديل مصدري - تعديل

المحفان هي إحدى قرى عزلة الثوابي بمديرية جبلة التابعة لمحافظة إب، بلغ تعداد سكانها 755 نسمة حسب تعداد اليمن لعام 2004.